# Dolichocéphale
L'adjectif dolichocéphale signifie littéralement « qui a le crâne allongé » (du grec ancien dolikhos, « long, allongé » et kephalê, « tête »). Il est synonyme de dolichocrâne. Les noms correspondants sont « dolichocéphalie » et « dolichocrânie » et désignent le fait d'avoir le crâne allongé.
Ces termes sont utilisés ou ont été utilisés avec des acceptions différentes en anthropologie, en génétique et en anatomopathologie.

## Anthropologie

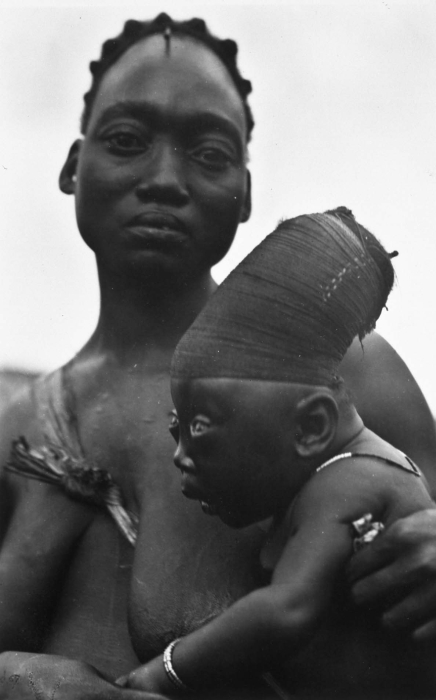
Avoir un crâne allongé était l'un des idéaux de beauté féminine des Mangbetu. Cette formation du crâne était obtenue en enveloppant fermement la tête des bébés dès leur naissance.

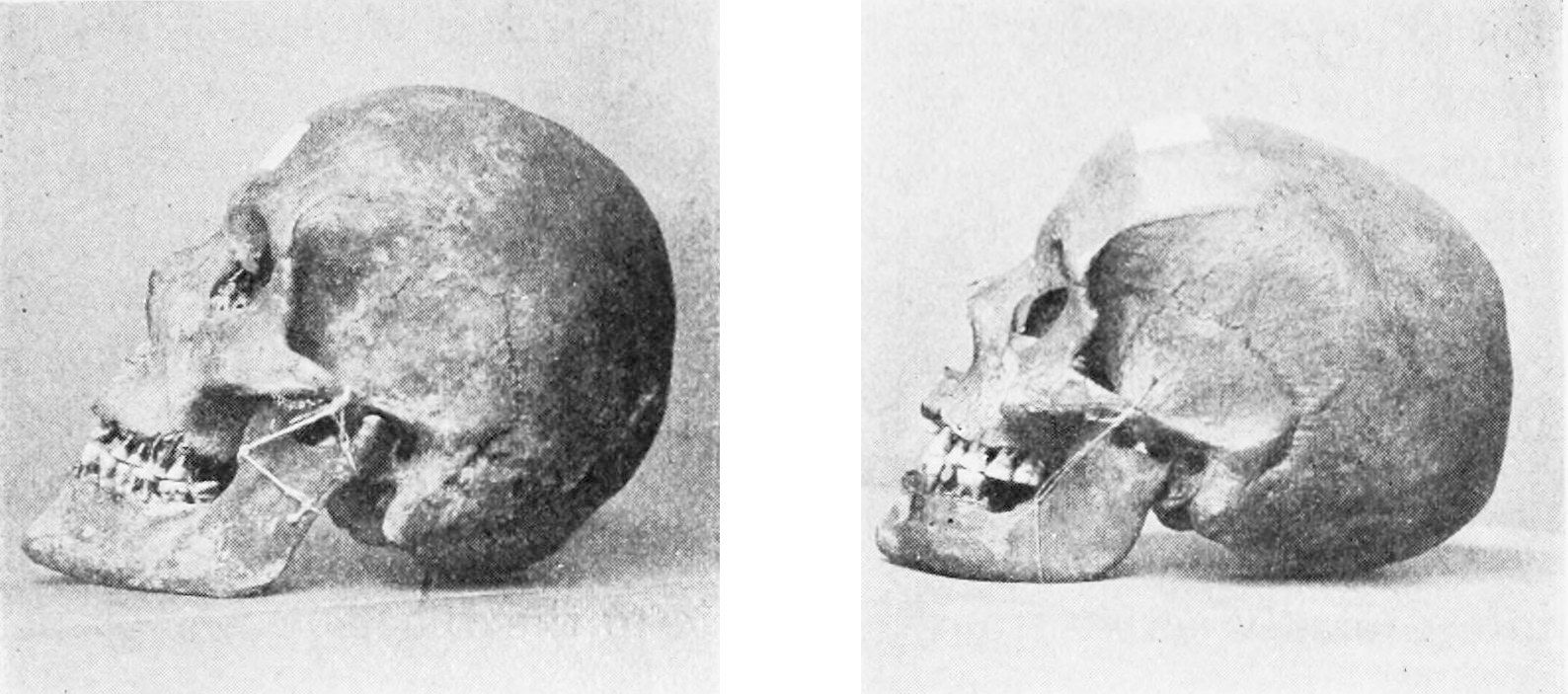
Brachycéphalie (gauche) et dolichocéphalie (droite).

Le terme dolichocéphale a été proposé par l'anatomiste suédois Anders Retzius pour désigner les personnes dont l'indice céphalique était peu élevé, par opposition aux brachycéphales. Après les travaux de Paul Broca, un crâne a été considéré comme dolichocéphale si son indice céphalique était inférieur à 75.
Utilisé initialement à des fins descriptives, le terme a ensuite été employé par les théoriciens racialistes tels que Georges Vacher de Lapouge ou Madison Grant qui souhaitaient établir une classification hiérarchique des « races humaines » mais également une division de la race blanche en 3 « sous-races », : la « race nordique » (Scandinaves [Finlandais exclus], Allemands du Nord, Néerlandais, Anglais, etc., plutôt dolichocéphales), la « race alpine » (Français, Bavarois, Autrichiens, Slaves, Turcs, etc., plutôt brachycéphales), et la « race méditerranéenne » (Grecs, Italiens, Berbères, etc.). La notion n'est quasiment plus employée en anthropologie, depuis notamment que l'influence de l'environnement sur l'indice céphalique a pu être démontrée en 1910, bien que ces résultats aient eux-mêmes été critiqués.
Cette caractéristique crânienne a également résulté d'une pratique coutumière, par contrainte mécanique exercée sur les os de la boite crânienne dès le plus jeune âge. Ce fut notamment le cas chez les enfants Mangbetu jusqu'au début du XXe siècle. Par ailleurs, la comparaison ayant été faite avec les représentations peintes, gravées et sculptées dans l'art de la période amarnienne, la dynastie égyptienne à laquelle appartient Akhenaton, il a été suggéré par deux chercheurs, en 2004, que de telles pratiques de déformation volontaire du crâne aient pu être dues à une représentation culturelle ayant ses racines dans des considérations d'origine théologique cherchant à construire l'aspect extraordinaire dans tous les sens du terme, de la famille dominante, que les sculpteurs auraient quelque peu amplifié dans leurs œuvres, voire auraient pu y avoir été contraints.

## Médecine
Mise en garde médicale
En médecine, la dolichocéphalie est une déformation pathologique majeure du crâne due à une fusion de la suture sagittale. Le diamètre antéropostérieur du crâne est anormalement important : la tête est longue et étroite, avec soit un allongement vers l'avant (bombement frontal), soit vers l'arrière (saillie occipitale), soit dans les deux directions.
La dolichocéphalie peut également caractériser des nouveau-nés qui se présentaient par le siège avant l'accouchement. On retrouve cette dysmorphie faciale dans le cadre du syndrome de Prader-Willi ou du syndrome de Marfan.